# トッド・ブラウン
トッド・ジョセフ・ブラウン（Todd Joseph Brown、1963年10月15日 - ）はアメリカ合衆国出身の野球選手（外野手）。

## 来歴・人物
アリゾナ州立大学を経て、1985年のドラフト会議でミルウォーキー・ブルワーズから5巡目で指名され、契約を結ぶ。同年のパイオニアリーグのオールスターゲームに出場し、翌年にはAA、1988年にはAAAまで昇格している。
同年9月に阪急ブレーブスのテストを受け、入団が決まった。しかし翌1989年のシーズンはブーマー・ウェルズとガイ・ホフマンが起用されたため外国人枠の関係で出場機会が得られず、ホフマンが故障した夏場以降などに出番が限られた。同年限りでオリックスを退団し、1994年までリーガ・メヒカーナ・デ・ベイスボルでプレーしている。

## 詳細情報

### 年度別打撃成績
| 年 度   | 球 団      | 試 合 | 打 席 | 打 数 | 得 点 | 安 打 | 二 塁 打 | 三 塁 打 | 本 塁 打 | 塁 打 | 打 点 | 盗 塁 | 盗 塁 死 | 犠 打 | 犠 飛 | 四 球 | 敬 遠 | 死 球 | 三 振 | 併 殺 打 | 打 率 | 出 塁 率 | 長 打 率 | O P S |
| ------- | ---------- | ----- | ----- | ----- | ----- | ----- | -------- | -------- | -------- | ----- | ----- | ----- | -------- | ----- | ----- | ----- | ----- | ----- | ----- | -------- | ----- | -------- | -------- | ----- |
| 1989    | オリックス | 31    | 95    | 89    | 13    | 22    | 3        | 3        | 3        | 40    | 14    | 3     | 2        | 0     | 0     | 5     | 0     | 1     | 24    | 0        | .247  | .295     | .449     | .744  |
| NPB:1年 | NPB:1年    | 31    | 95    | 89    | 13    | 22    | 3        | 3        | 3        | 40    | 14    | 3     | 2        | 0     | 0     | 5     | 0     | 1     | 24    | 0        | .247  | .295     | .449     | .744  |

- 初出場：1989年6月30日、対ロッテオリオンズ13回戦（阪急西宮球場）、7番中堅で先発
- 初安打：同上、牛島和彦から単打
- 初打点：1989年7月1日、対ロッテオリオンズ14回戦（西宮）、荘勝雄から併殺崩れ
- 初本塁打：1989年9月4日、対西武ライオンズ21回戦（西宮）、8回裏に渡辺久信から3ラン

### 背番号
- 4 （1989年）